# Bastian Reinhardt
Bastian Reinhardt (* 19. November 1975 in Ludwigslust) ist ein ehemaliger deutscher Fußballspieler und heutiger -trainer.

## Karriere als Spieler
Als Jugendspieler spielte Bastian Reinhardt bereits in der Hansestadt Hamburg. Zuvor war er bereits für die Jugendmannschaften der BSG Empor Grabow, des 1. FC Magdeburg und des VfL Wolfsburg aktiv. Während seiner ersten Zeit in Hamburg machte er sein Abitur, wie auch viele andere HSV-Nachwuchsspieler, am Gymnasium Heidberg in Hamburg-Langenhorn.
Reinhardts erste Station im Männerbereich war der VfL 93 Hamburg. Beim damaligen Regionalligisten spielte der Defensivspieler drei Jahre. Nach Ablauf der Spielzeit 1995/96 stieg der VfL 93 Hamburg in die Oberliga ab, schaffte aber in der Folgesaison den sofortigen Wiederaufstieg.
Zur Saison 1997/98 wechselte Bastian Reinhardt zu Hannover 96, die zuvor knapp den Aufstieg in die 2. Bundesliga verpassten. Unter Trainer Reinhold Fanz schaffte es der Klub in die 2. Bundesliga aufzusteigen. Bei den Hannoveranern gehörte der Verteidiger bis Sommer 2000 zum Stammpersonal. Am ersten Spieltag der Saison 1998/99, dem 30. Juli 1998, gab Reinhardt sein Debüt in der 2. Bundesliga. Beim 1:0-Sieg gegen den Karlsruher SC stand der großgewachsene Spieler in der Startelf der Roten. Beim 2:1-Sieg am 13. November 1998 gegen die Stuttgarter Kickers gelang ihm sein erster Zweitligatreffer. Dabei markierte er den zweiten Treffer für sein Team in dieser Begegnung und stellte damit das Endresultat von 2:1 für Hannover 96 her. Am 21. Spieltag verletzte sich Reinhardt und konnte erst wieder in der Schlussphase der Saison auflaufen. Nur knapp verpasste Hannover 96 den Durchmarsch und musste sich mit Platz vier, einen Punkt hinter Aufsteiger SSV Ulm 1846, zufriedengeben. In der Folgesaison verpasste Reinhardt nur eine Partie wegen einer Gelb-Rot-Sperre. Trotzdem absolvierte er zusammen mit Jörg Sievers und Markus Kreuz die meisten Partien der 96er. Das gute Vorjahresergebnis konnte nicht wiederholt werden. Reinhardt jedoch rief immer noch seine Leistungen ab und spielte sich in den Fokus anderer Teams.
Zur Saison 2000/01 kehrte Bastian Reinhardt Hannover 96 den Rücken und wechselte zum Erstligaabsteiger Arminia Bielefeld. Auf Anhieb schaffte es der Innenverteidiger, sich einen Stammplatz zu erkämpfen. Reinhardt absolvierte im Verlauf der Spielzeit die meisten Spiele für Arminia Bielefeld. So erfolgreich für ihn die Saison verlief, so schlecht lief es für den Klub. In der Liga blieb man weit hinter den Erwartungen und der Klub fand sich zum Ablauf der Spielzeit nur auf Rang 13 wieder. In der darauffolgenden Saison stieg Arminia Bielefeld in die Bundesliga auf. Sein Premierenspiel in Deutschlands höchster Spielklasse gab Reinhardt am 11. August 2002, dem 1. Spieltag, gegen Werder Bremen. Beim 3:0-Heimsieg gelang dem Defensivspieler zudem sein erstes Erstligator, als er zum 1:0 für sein Team per Kopf traf. Es sollte aber nur einer von insgesamt acht Siegen in dieser Saison bleiben und das Bielefelder Team musste als Drittletzter den Gang in die Zweitklassigkeit hinnehmen.
Doch Reinhardt verblieb in der Bundesliga. Der Hamburger SV verpflichtete ihn zum 1. Juli 2003. Beim Hamburger SV hatte es der Abwehrspieler schwerer als noch bei den Vorgängerstationen. Mit Nico-Jan Hoogma, Tomas Ujfalusi oder auch den jungen Björn Schlicke und Stephan Kling war die Konkurrenz groß. Trotzdem kam er in seinem ersten Jahr auf 26 Einsätze. Nach dem Kauf von Daniel Van Buyten und Khalid Boulahrouz im Sommer 2004 kam Reinhardt nur noch zu Kurzeinsätzen. In 19 Begegnungen wurde er siebenmal nur ein- oder ausgewechselt. Erst seitdem Van Buyten den Verein verließ, kam Reinhardt wieder zu mehr Einsätzen.
Seit der Saison 2006/07 bildete der kopfballstarke Spieler zusammen mit Joris Mathijsen die Innenverteidigung beim HSV. Zum Saisonende 2008/09 lief Reinhardts Vertrag aus. Wegen eines schweren Mittelfußbruches, den der Verteidiger sich im Januar 2009 gegen den FC Bayern München zuzog, war die HSV-Klubführung zunächst zögerlich mit der Vertragsverlängerung. Erst am 17. Juli 2009 wurde bekanntgegeben, dass der Vertrag um ein Jahr bis zum 30. Juni 2010 verlängert wurde. Wegen eines zweiten Mittelfußbruches kam Reinhardt außer am 33. Spieltag der Saison 2009/10 nicht mehr zum Einsatz. In der 74. Minute wurde Reinhardt für Guy Demel eingewechselt und konnte sich nochmal über einen 4:0-Erfolg gegen den 1. FC Nürnberg freuen. Es sollte seine letzte Partie sein. Nach der Spielzeit beendete Reinhardt seine aktive Karriere als Profifußballer und wechselte in die Führungsetage des Hamburger SV.

## Karriere als Funktionär und Trainer
Ende Mai 2010 wurde bekanntgegeben, dass Reinhardt neuer Sportvorstand des Hamburger SV werde. Reinhardt, der neben seiner Profikarriere eine Weiterbildung im Bereich Sportmanagement absolviert hatte, bildete somit zusammen mit Armin Veh die neue sportliche Leitung in der Saison 2010/11. Beide unterschrieben in der Hansestadt einen Zwei-Jahres-Vertrag. Damit trat er die Nachfolge von Dietmar Beiersdorfer an, der sich bereits 11 Monate zuvor vom Verein getrennt hatte. Kritiker sahen in Reinhardt eine Notlösung und bezeichneten ihn als zu jung und unerfahren für das Fußball-Geschäft. Als Saisonziel für 2010/11 gab Reinhardt die Qualifikation für die Champions League aus.
Am 20. Februar 2011 gab der Hamburger SV bekannt, dass Frank Arnesen zur Saison 2011/12 neuer Sportvorstand des Vereins werde und Reinhardt auf sein Vorstandsmandat verzichten und zum neuen sportlichen Führungsteam des Hamburger SV gehören werde. Seinen Posten als Sportvorstand gab er im Hinblick auf die neue Saison vorzeitig am 22. Mai 2011 ab, sodass Arnesen in Absprache mit seinem alten Arbeitgeber FC Chelsea ab dem 23. Mai 2011 mit den Planungen für die neue Saison beginnen konnte. Reinhardt war nun als Nachwuchsleiter tätig. Anfang März 2013 gab der Verein bekannt, dass Reinhardts zum Saisonende auslaufender Vertrag nicht verlängert werde, weil er sich in Zukunft auf eine Trainerkarriere konzentrieren wolle.
Ab Januar 2014 war Reinhardt Cheftrainer des Niendorfer TSV in der fünftklassigen Oberliga Hamburg. Zur Saison 2015/16 kehrte Reinhardt zum HSV zurück und wurde Co-Trainer von Christian Titz bei den B1-Junioren (U17), die in der B-Junioren-Bundesliga Nord/Nordost spielten. Zur Saison 2017/18 übernahm Reinhardt die B2-Junioren (U16) als Cheftrainer. Er betraute die Mannschaft über drei Spielzeiten in der zweitklassigen B-Junioren-Regionalliga Nord und wurde zur Saison 2020/21 zum Cheftrainer der U17 befördert.
Zur Saison 2021/22 führte der HSV im Nachwuchsleistungszentrum eine Trainerrotation ein. Dabei behalten die Trainer von der U12 bis zur U14 und von der U15 bis zur U17 ihren jeweiligen Jahrgang für drei Jahre, ehe sie wieder bei der U12 bzw. U15 beginnen sollen. Reinhardt übernahm daraufhin den 2007er-Jahrgang als C1-Junioren (U15). Dementsprechend blieb er bei seiner Mannschaft, als diese ein Jahr später zur U16 in der B-Junioren-Regionalliga Nord wurde. Im April 2023 wurde er freigestellt, als sich das Team im Abstiegskampf befand, sein unbefristeter Arbeitsvertrag blieb jedoch weiterhin bestehen.
Zur Saison 2023/24 verlieh der HSV Reinhardt an den Drittliga-Aufsteiger VfB Lübeck, bei dem er Co-Trainer von Lukas Pfeiffer wurde. Dieser wurde im Dezember 2023 nach dem 18. Spieltag freigestellt, nachdem man nur 14 Punkte geholt hatte und auf einem Abstiegsplatz stand. Reinhardt übernahm die Mannschaft daraufhin interimsweise für die letzten beiden Spiele vor der Winterpause. Nach einer 0:1-Niederlage gegen Rot-Weiss Essen und einem 2:1-Sieg gegen den SV Sandhausen wurde Florian Schnorrenberg als neuer Cheftrainer verpflichtet, sodass Reinhardt wieder auf die Co-Trainer-Position rückte. Nach nur weiteren 6 Punkten aus 9 Spielen trennte sich der Verein im März 2024 wieder von Schnorrenberg und berief erneut Reinhardt als Interimstrainer. Der VfB, der vor dem Spiel 8 Punkte Rückstand auf einen Nicht-Abstiegsplatz hatte, gewann unter Reinhardt mit 1:0 gegen den SSV Jahn Regensburg. Da Reinhardt jedoch nur die A- und nicht die Pro Lizenz besitzt, durfte er die Mannschaft nur übergangsweise für maximal 15 Werktage trainieren. Daher verpflichtete der VfB Jens Martens als neuen Cheftrainer und Reinhardt wurde bis zum Saisonende wieder Co-Trainer.
Nach dem Abstieg der Lübecker verpflichtete der Verein im Sommer 2024 mit Guerino Capretti einen neuen Cheftrainer und trennte sich von Reinhardt, der daraufhin seinen Vertrag im Jugendbereich des Hamburger SV wieder aufnahm. Dort übernahm er eine Position als Individualtrainer für die Nachwuchs-Abwehrspieler.

## Soziales Engagement
Reinhardt unterstützt World Vision Deutschland als prominenter Kinderpate und bei der Aktion Deutschland tütet ein. Bastian Reinhardt engagiert sich als Botschafter für die Initiative Respekt! Kein Platz für Rassismus. Als Gastredner bei der Siegerehrung eines Turniers schwuler Amateurfußballer in Hamburg setzte er sich dafür ein, Homosexualität im Profi-Fußball zu enttabuisieren.

## Erfolge als Spieler
- Meister der Oberliga Hamburg mit VfL 93 Hamburg: 1997
- Meister der Regionalliga mit Hannover 96: 1998